# Heddo
Heddo także Eddo, Hetto, Hatto (ur. przed 700, zm. po 762) – duchowny Kościoła rzymskokatolickiego, drugi opat klasztoru Reichenau (727–734), biskup Strasburga (734—776).

## Życiorys
Heddo urodził się przez rokiem 700, a jego pochodzenie nie jest znane. Uczeń pierwszego opata Reichenau Pirmina (690–753), drugi opat Reichenau (727–734) – wprowadził regułę benedyktyńską. Przypisywane jest mu założenie filii: klasztoru w Niederalteich, klasztoru w Murbach i klasztoru w Pfäfers.
W 732 roku Heddo został wygnany przez dzielnicowego króla frankijskiego Teudebalda (535–555) do Uri. W 734 roku Karol Młot (686–741) ściągnął go z powrotem do Reichenau i uczynił biskupem Strasburga (734—776). W Strasburgu założył szkołę teologiczną. Założył również klasztor w Ettenheimmünster i klasztor w Munster.    
Heddo zmarł po 762 roku.